# Las Incantadas
Las Incantadas (griechisch Λας Ινκαντάδας oder griechisch Μαγεμένες της Θεσσαλονίκης Magemenes tis Thessalonikis, deutsch Die Verzauberten von Thessaloniki) ist eine Gruppe römischer Skulpturen aus einem Portikus aus dem 2. Jahrhundert n. Chr., der einst das römische Forum in Thessaloniki, Griechenland, schmückte und zu den eindrucksvollsten und prestigeträchtigsten Monumenten der Stadt zählte. Beschreibungen von Reisenden zufolge bestand die Skulpturengruppe aus fünf korinthischen Säulen, von denen vier doppelseitige Skulpturen trugen. Die Skulpturen wurden 1864 vom französischen Paläologen Emmanuel Miller abgebaut und nach Frankreich verbracht, wo sie seit 1865 im Louvre in Paris ausgestellt werden, während der Rest des Bauwerkes in Thessaloniki einstürzte und zerstört wurde. Ein Fragment einer verlorenen fünften Säule wurde Ende des 20. Jahrhunderts in Thessaloniki entdeckt.
Griechenland ist bestrebt, die Skulpturen zurückzuerhalten, allerdings mit wenig Erfolg. 2015 wurden originalgetreue Kopien der vier Säulen angefertigt. Sie sind seit 2017 im archäologischen Museum der Stadt ausgestellt. Damit waren die Skulpturen zum ersten Mal nach 150 Jahren wieder in Thessaloniki zu sehen.

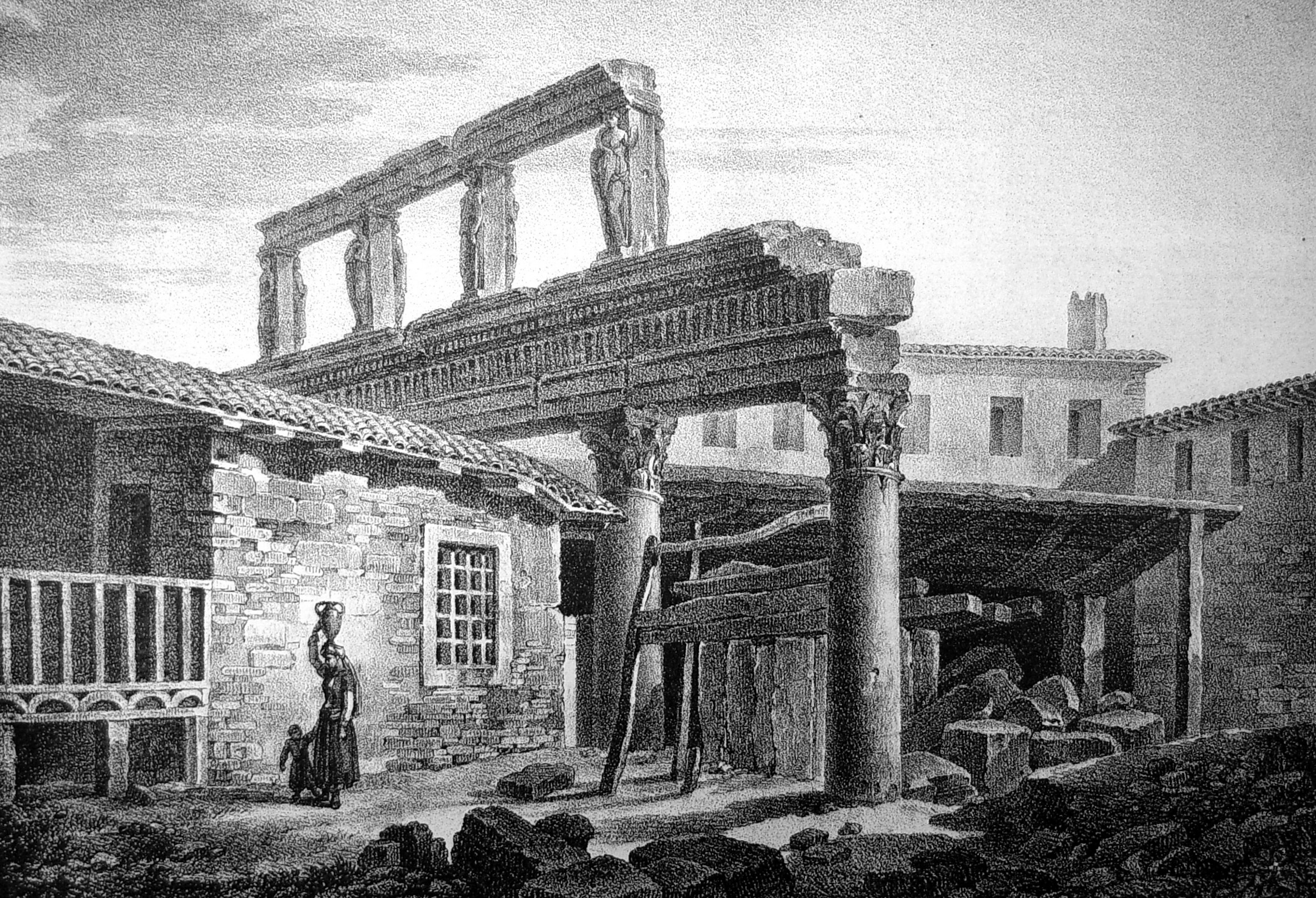
Zeichnung der Kolonnade von „Las Incantadas“ im Jahr 1831

## Name
Es ist nicht bekannt, welchen Namen die Kolonnade in der Antike hatte, falls sie überhaupt einen hatte. Während der osmanischen Zeit war das Monument unter mehreren Beinamen bekannt. Auf Griechisch hießen sie Magemenes („die Verzauberten“), während sie im Judäospanisch der sephardischen Gemeinde Las Incantadas hießen, was dasselbe bedeutet. Die türkischen Einwohner der Stadt nannten sie Sureth Maleh (Engelsformen) während andere Namen Portikus der Götzen oder Goetria (sie wird 1754 von Stuart und Revett als Goetria die Incantada erwähnt) lauten. In der heutigen Zeit sind sie allgemein als die Karyatiden von Thessaloniki und auch als Elgins von Thessaloniki bekannt, aufgrund ihrer Entfernung im Jahr 1864, ähnlich den Skulpturen des Parthenon, die Anfang selbigen Jahrhunderts vom Schotten Thomas Bruce, 7. Earl of Elgin, entfernt wurden.

## Standort

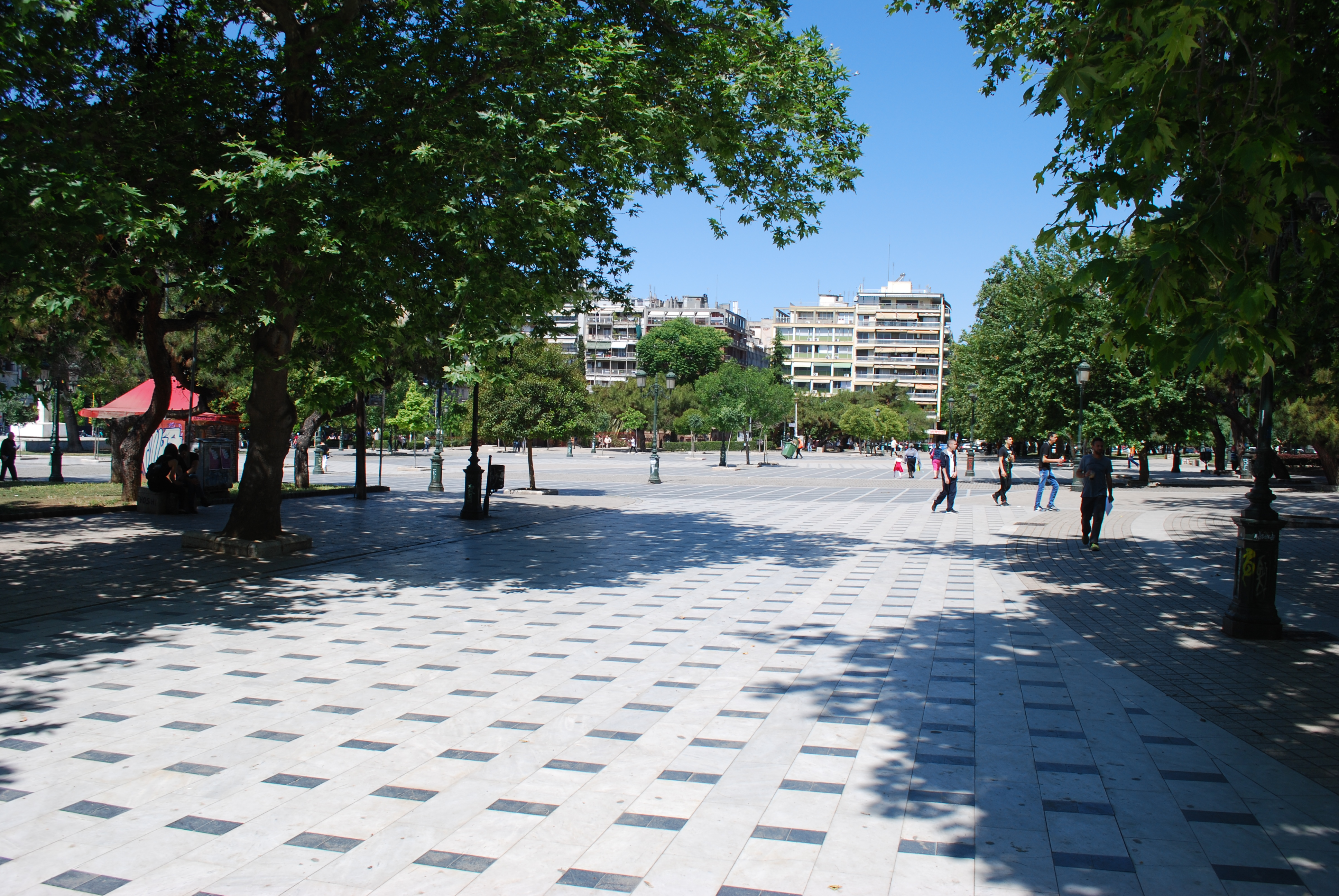
Die Stelle, wo Las Incantadas früher standen, in heutiger Zeit

Man geht davon aus, dass sich der Portikus im jüdischen Viertel Rogos (Gebiet um die heutige Chalkeon-Straße neben der gleichnamigen Kirche) hinter den Bädern (Bey-Hamam) in der Nähe des Forum Romanum befand. Die Tatsache, dass er auf beiden Seiten Skulpturen hatte, bedeutet, dass die Nutzung des Gebäudes von beiden Seiten vorgesehen war. Es gibt verschiedene Annahmen über seine Verwendung. Es ist durchaus wahrscheinlich, dass es sich um den Eingang zum römischen Markt handelte oder um eine Trennlinie zwischen der Palästra und der Exedra oder sogar um Propyläen des Hippodroms.
In einem topografischen Plan von Ernest Hébrard, der am Wiederaufbau von Thessaloniki nach dem Großen Brand von 1917 beteiligt war, war seine Lage in der weiteren Umgebung hinter den Bädern von Bey-Hamam eingezeichnet.

## Geschichte

### Frühe Beschreibungen

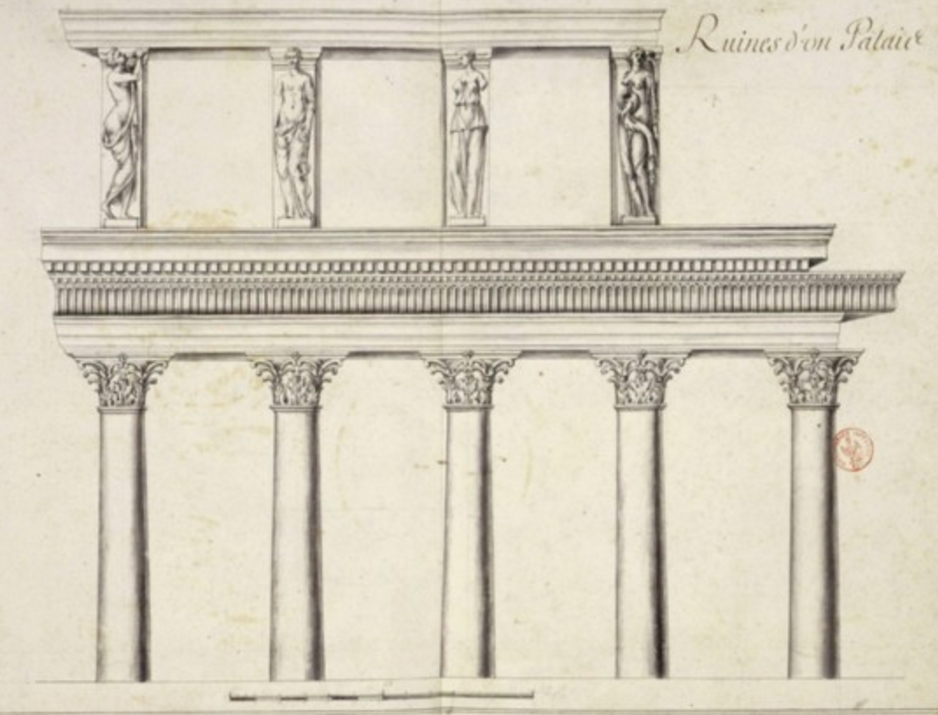
Erste Darstellung (Étienne Gravier d'Ortières, 1685).

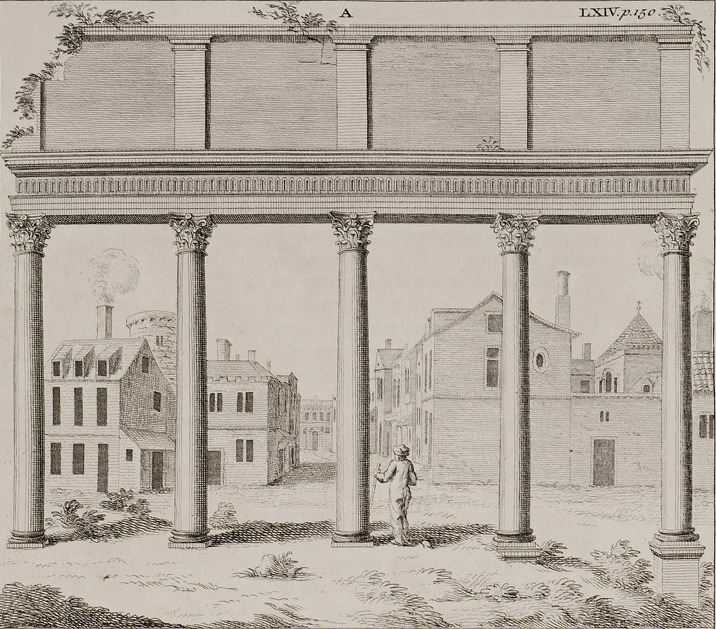
1745, Gravur von Richard Pococke.

Die älteste Erwähnung von Las Incantadas stammt vom italienischen Reisenden Cyriacus von Ancona im Jahr 1431, kurz nach der Eroberung Thessalonikis durch die Osmanen. Er beschrieb es kurz als einen zerstörten Tempel der Artemis, auf dem Götterfiguren abgebildet waren. Die erste Darstellung des Portikus erfolgte zwischen 1685 und 1687 durch den Franzosen Étienne Gravier d'Ortières, wobei der Grundriss des Denkmals ohne große Details gezeigt und es als Ruinen eines Palastes beschrieben wird. Ihm folgte 1740 der britische Anthropologe Richard Pococke, der zwar die Skulpturen der Säulen beschrieb, der Zeichner aber, der die Bilder auf der Grundlage seiner Beschreibungen zeichnete, ließ die Skulpturen weg und stellte die Säulen in einen fiktiven Raum, der nicht der Realität entsprach.
Das Denkmal soll auch auf einer nicht identifizierten, möglicherweise venezianischen alten Karte von Thessaloniki abgebildet sein, auf der alle Monumente der Stadt mit italienischen Beschreibungen markiert sind. Dort scheinen unter dem Titel „Colonne“ (Säulen) insgesamt acht Säulen in zwei Abschnitten zu je drei und fünf zu erkennen sein, die sich in einem Winkel miteinander verbinden. Das Denkmal ist so, wie es ursprünglich aussah, es sei denn, ein anderer Teil ist schon früher zerstört worden.

### Stuart und Revett
Die ausführlichste Beschreibung des Gebäudes mit dazugehörigen Kupferstichen wurde 1754 von den britischen Altphilologen James Stuart und Nicholas Revett angefertigt, die von der Society of Dilettanti entsandt worden waren. Sie schufen eine Reihe von Bildern und Kupferstichen, die erstmals 1762 im dritten Band der The Antiquities of Athens veröffentlicht wurden. Das Monument wird als korinthische Kolonnade mit Statuen an der Spitze beschrieben. Auf einem dieser Bilder, das das Gebäude in seiner Gesamtheit zeigt, ist die Inschrift auf dem Epistel Ν[-]ΓΕΓΕΝΗΜΕΝΟΝ[-]ΥΠΟ („wurde gemacht unter“) zu sehen, die möglicherweise den Namen des Sponsors des Werks oder des lokalen Stadtherrn erwähnt. Der Teil mit der Inschrift ist allerdings zur Zeit der Darstellung nicht mehr erhalten geblieben, aber er bedeutet, dass der Portikus von Las Incantadas auf beiden Seiten erheblich größer war. Ein erheblicher Teil des Gebäudes lag unter der Erde und seine tatsächliche Höhe war wesentlich größer. Bei einer Teilausgrabung ermittelten sie die Gesamthöhe des Gebäudes auf 12,70 Meter.
Vergleicht man ihre Kupferstiche mit der einzigen erhaltenen Fotografie der Skulpturen, die sie noch in der Stadt gemacht haben, wird deutlich, dass Stuart und Revett die Anordnung der Säulen falsch wiedergegeben haben. In ihren Werken stellten die beiden die Reihenfolge der Reliefs der Ostseite (Seite 1) umgekehrt dar, von links nach rechts. Auf der Fotografie ist jedoch offensichtlich, dass die Reihenfolge in Wirklichkeit umgekehrt war als die, die sie auf dem Papier gezeichnet hatten, so dass die ganz linke erste Säule auf dem Kupferstich tatsächlich die vierte Säule ganz rechts ist, und umgekehrt für die Säule ganz rechts, die tatsächlich die allererste der Kolonnade von links nach rechts ist. Die Reihenfolge, in der sie die westlichen (Seite 2) Reliefs gezeichnet haben, ist korrekt.
In ihren Schriften gaben sie auch die Volkstradition der griechischen Einwohner wieder, wonach das Denkmal Teil eines Portikus war, der mit dem Palast Alexanders des Großen verbunden war. Als der König von Thrakien einmal die Stadt besuchte, verliebte sich seine Frau in Alexander, und sie trafen sich heimlich durch diesen Portikus. Als der König davon erfuhr, ließ er das Gebäude verzaubern, sodass jeder, der vorbeikam, versteinerte. So wurden die Frau des Königs und ihre Dienerin zu Statuen, ebenso der König und sein Zauberer, die nachsehen wollten, ob sie die Hexen gefangen hätten. Alexander hingegen erschien in dieser Nacht nicht, weil ihn der Geschichte zufolge sein Lehrer Aristoteles gewarnt hatte.

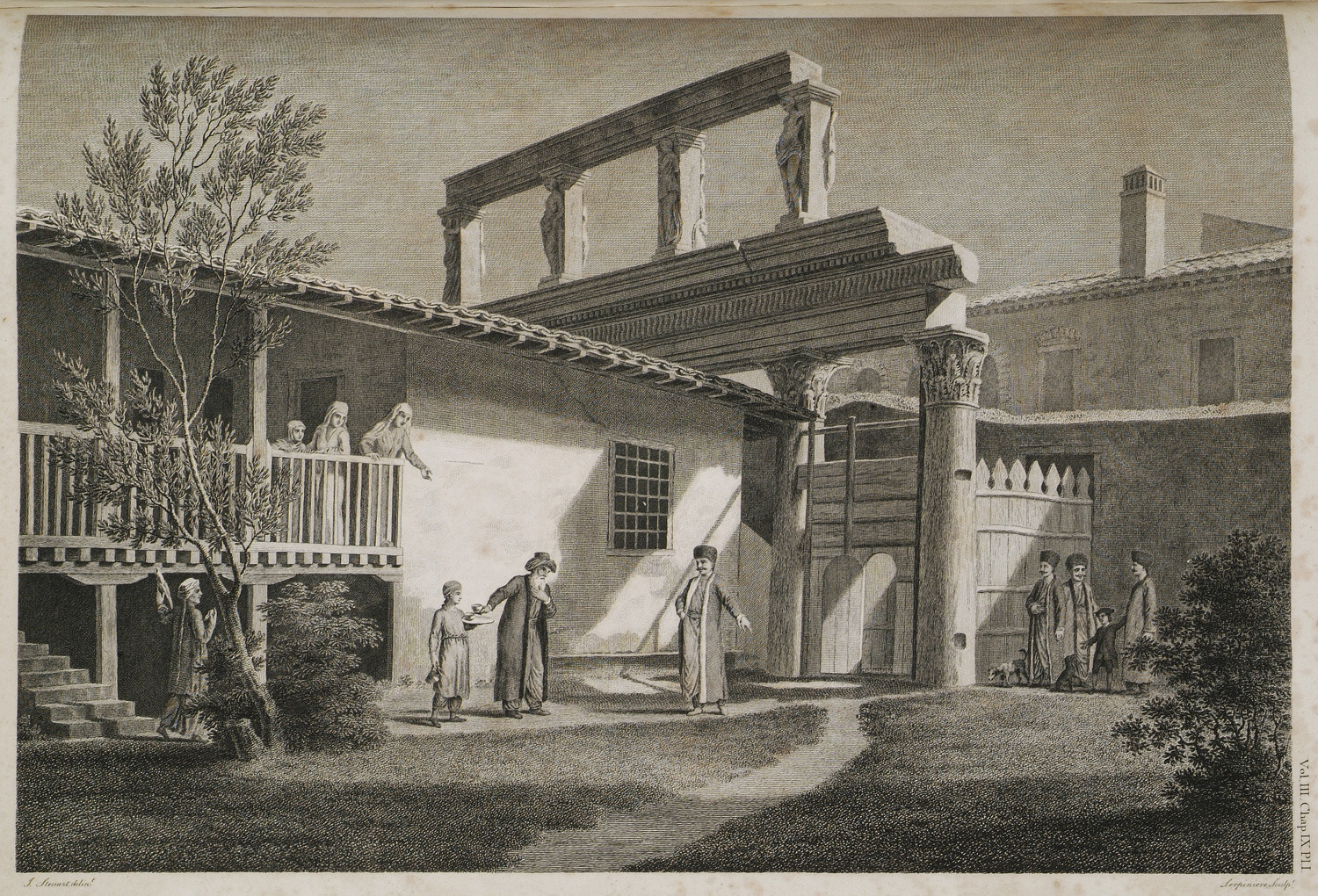
Abbildung des Gebäudes.
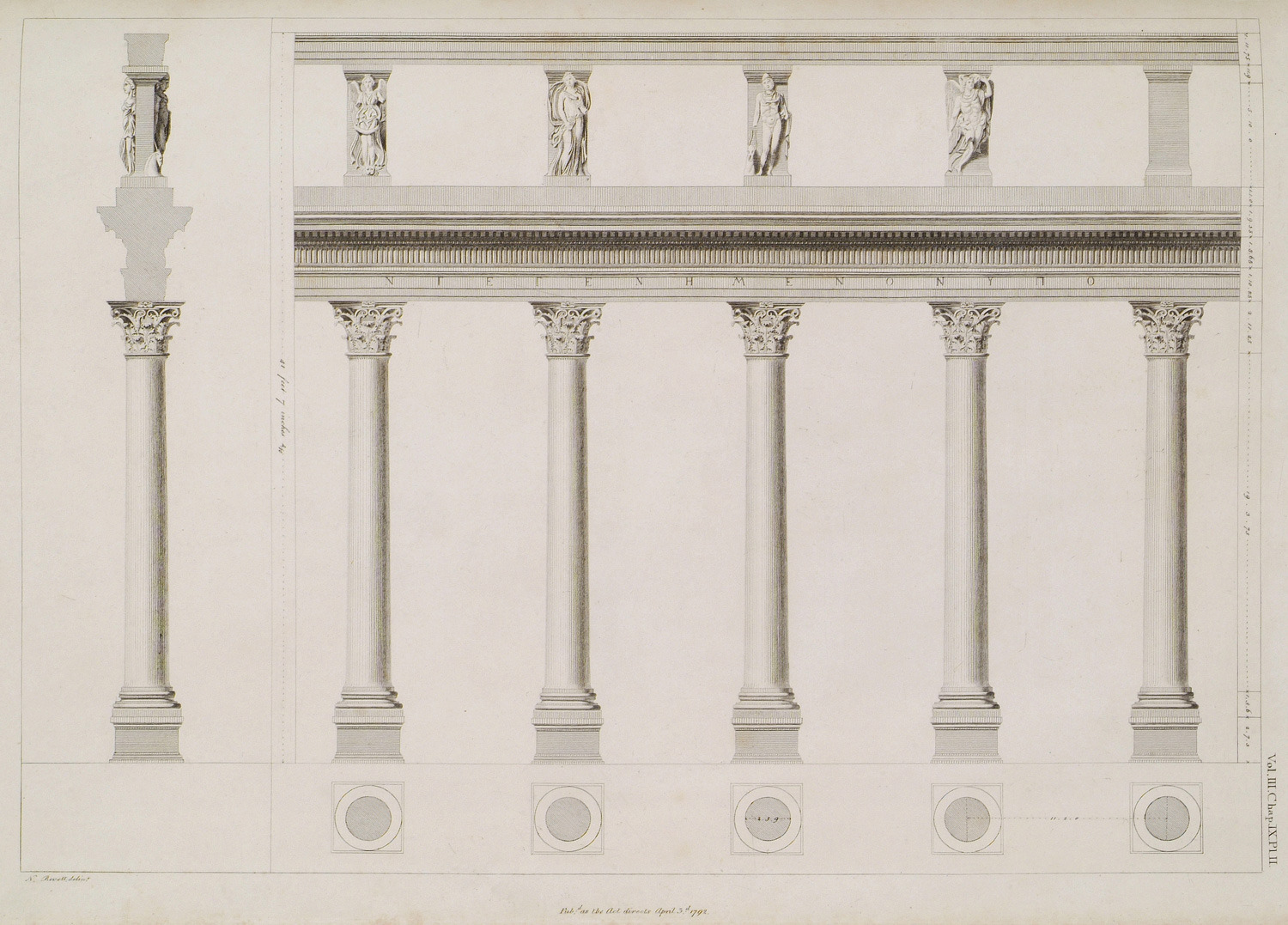
Rekonstruktion, falsche Darstellung der Reihenfolge auf Seite 1.
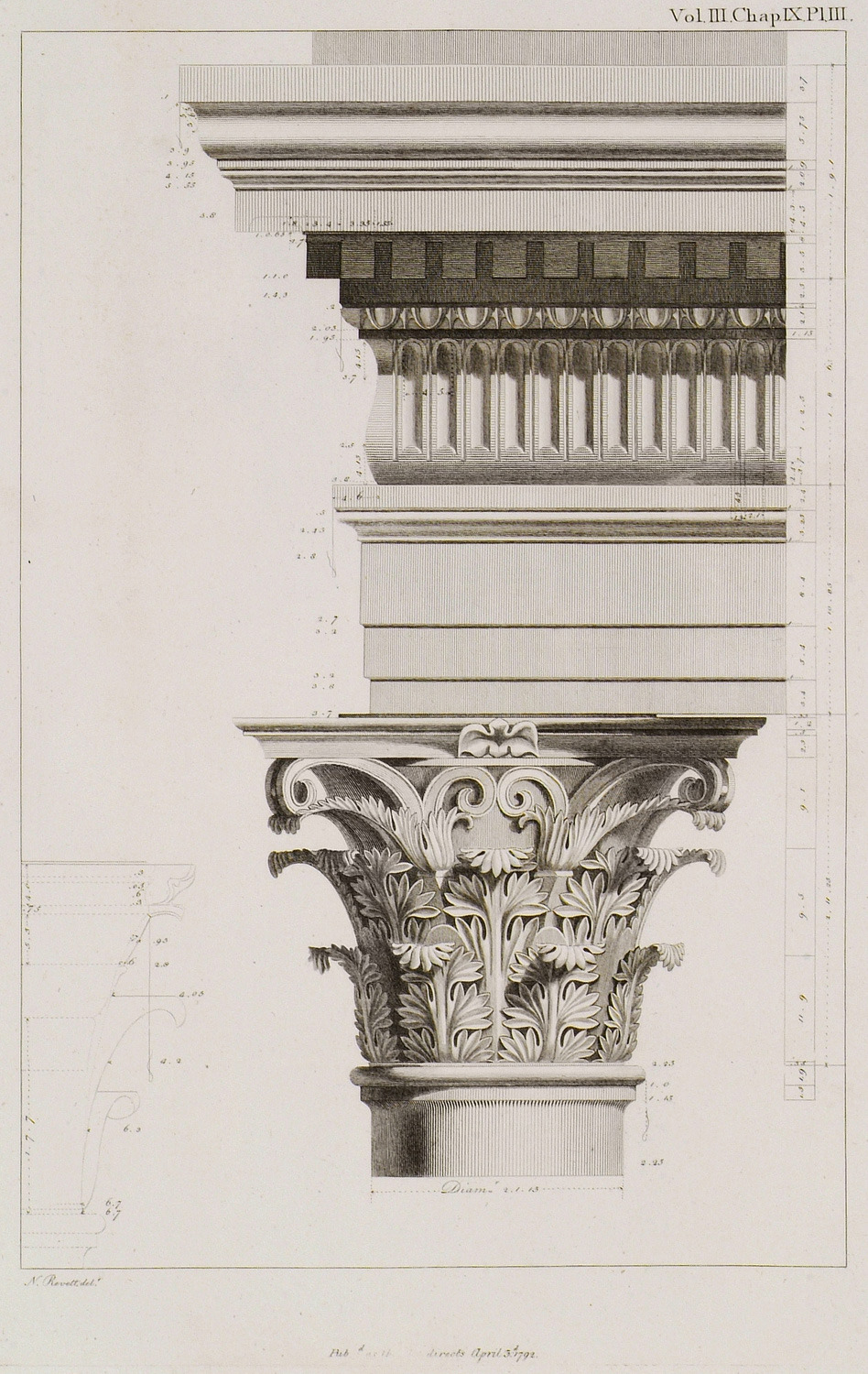
Detailansicht der Säulen.
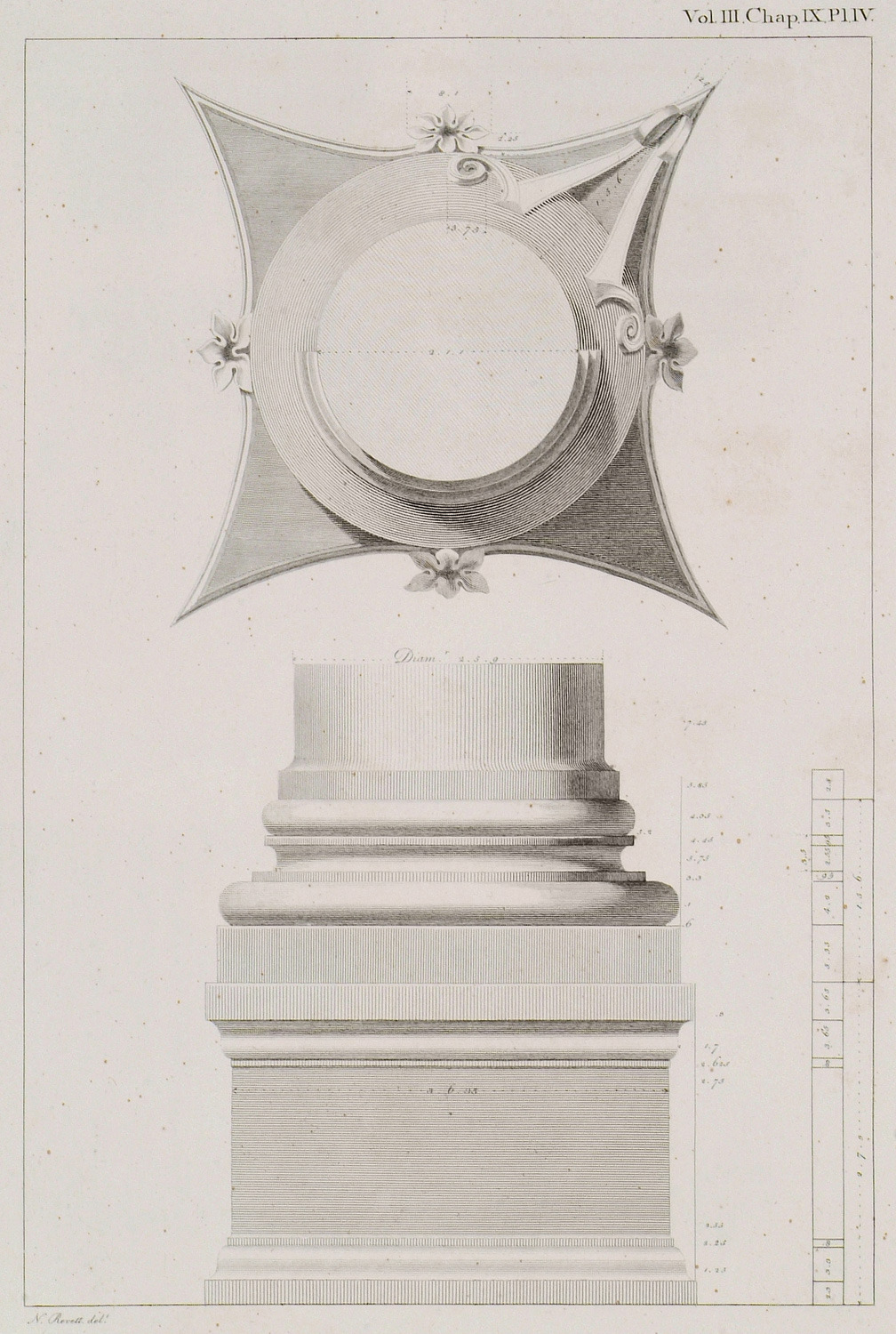
Detail der Basis

### Vom späten 18. bis zum 20. Jahrhundert
Louis-François-Sébastien Fauvel fertigte 1782 ebenfalls Kupferstiche an, die 1831 vom französischen Archäologen Esprit-Marie Cousinéry veröffentlicht wurden. Sie enthalten eine Zeichnung, die der des Hauses von Stuart und Revett aus demselben Winkel sehr ähnlich ist. Im Jahr 1800 führte der französische Konsul Louis-Auguste Félix de Beaujour Ausgrabungen rund um das Gebäude durch. Er gab die Gesamthöhe mit 12,50 Meter an, wobei die Säulenlänge (einschließlich der Basen) über dem Boden 1,98 Meter und unter dem Boden 5,49 Meter lang war. Beaujour bat darum, die vierte Säule mitnehmen zu dürfen, da diese am besten erhalten war, doch der örtliche Pascha lehnte sein Angebot ab.
Ähnliche Gebäude gab es in verschiedenen Städten, die einst Teil des Römischen Reiches waren. Zu Beginn des 20. Jahrhunderts entdeckte der französische Archäologe Paul Perdrizet, der die Skulpturen nach ihrer Überführung in den Louvre untersuchte, das Säulengebäude Piliers de Tutelle aus dem 3. Jahrhundert in der französischen Stadt Bordeaux, das zwar mehrere Ähnlichkeiten aufweist, aber wegen seines Abrisses 1677 nicht mehr erhalten ist.

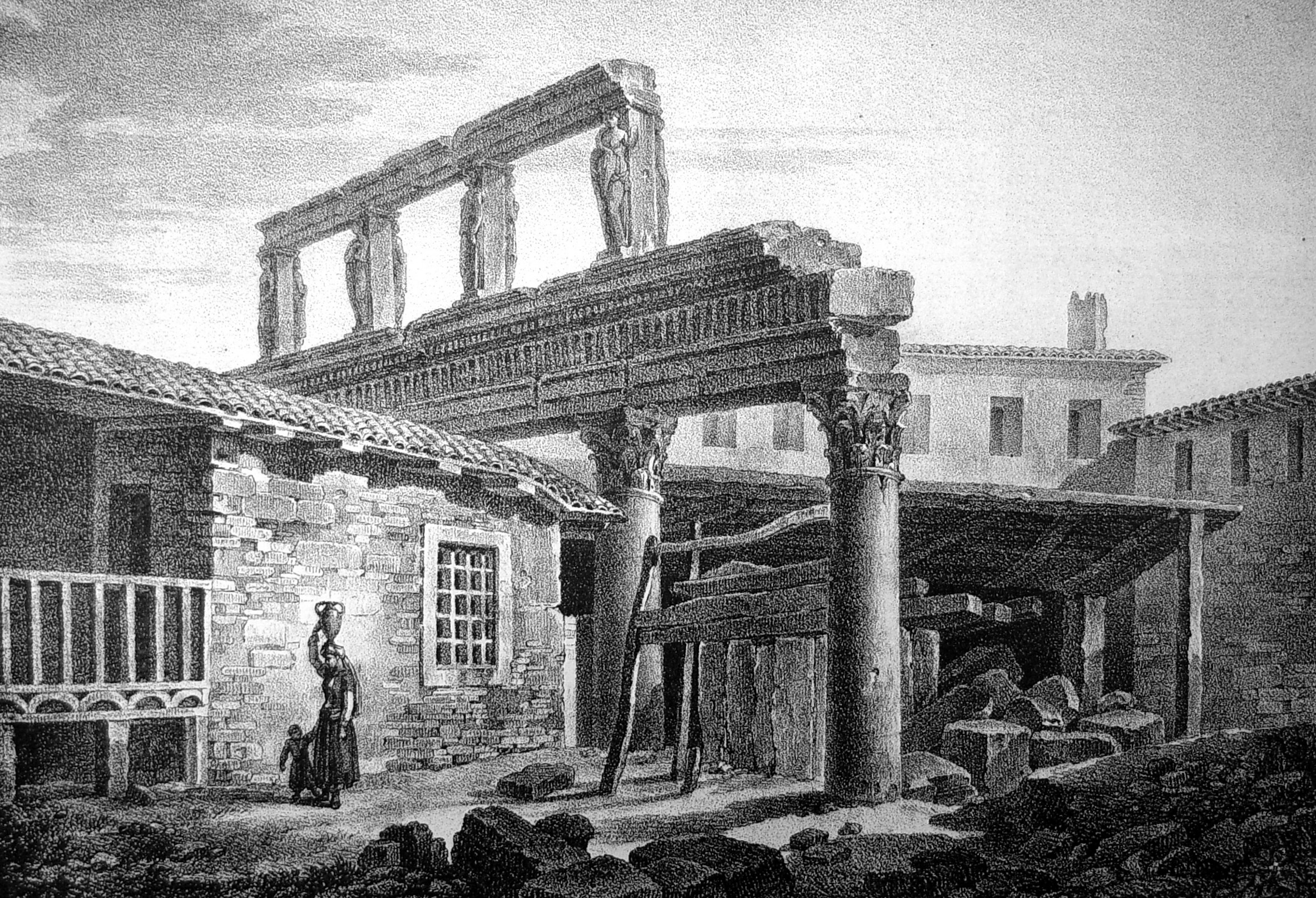
Fauvel 1782, veröffentlicht 1831.
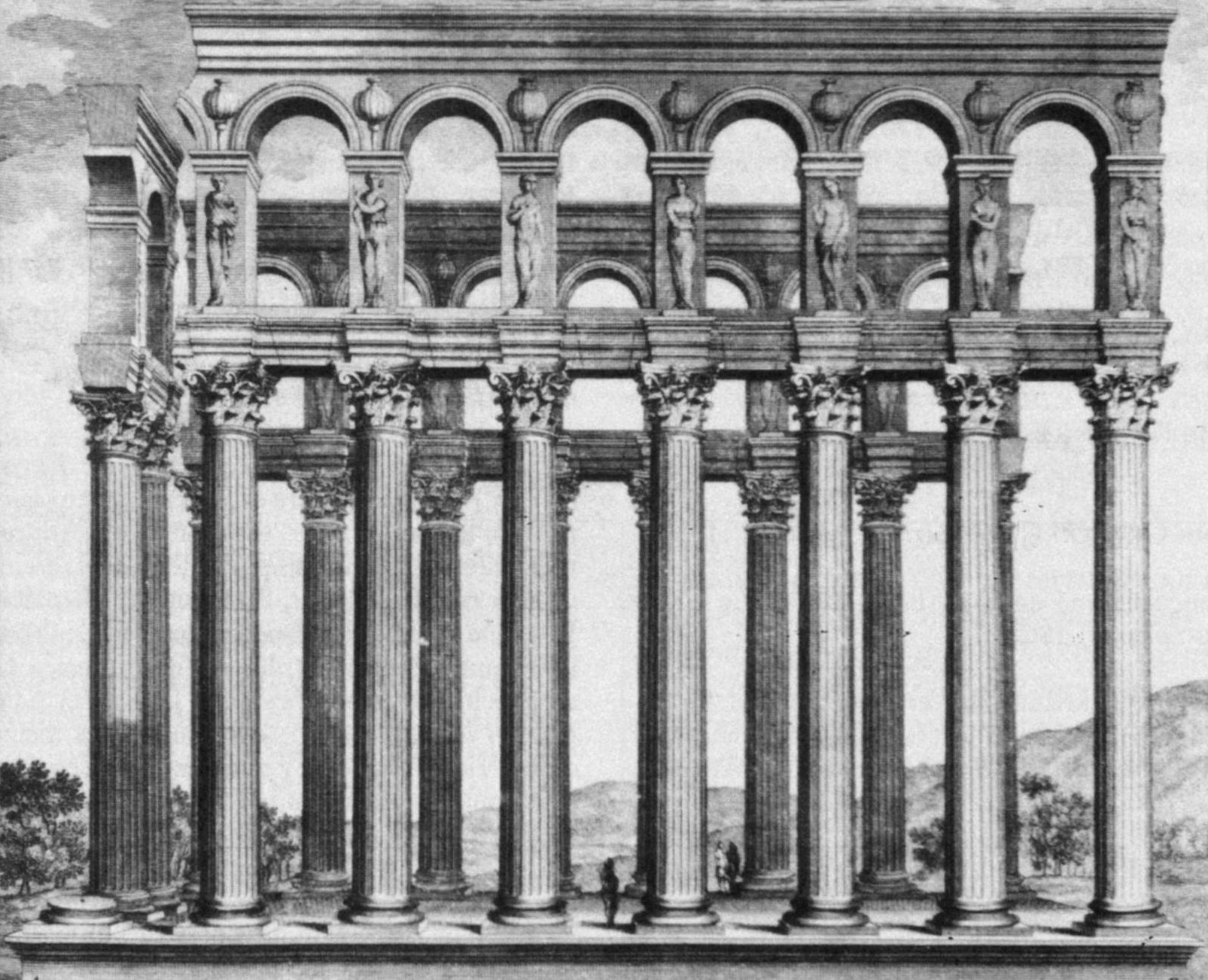
Piliers de Tutelle in Bordeaux, 1677 abgerissen

## Demontage und Abtransport
Emmanuel Miller war ein französischer Paläologe, der von Napoleon III. beauftragt wurde, Altertümer aus Ländern außerhalb Frankreichs zu erwerben. Er wurde von dem Maler und Fotografen Pierre-Désiré Guillemet begleitet. Miller selbst beschrieb die Reise in einem Tagebuch, in dem er schildert, dass er zuerst zum Berg Athos gereist sei, um seltene Manuskripte zu finden. Dort wurde er von den Mönchen argwöhnisch beäugt, konnte aber nichts Wertvolles finden und reiste dann weiter nach Thasos, wo er eine große Anzahl Altertümer erbeutete. Bei seinem Treffen mit dem französischen Konsul sagte ihm dieser, er dürfe nichts zurücklassen, sonst würden es die Briten bekommen. Als er von den Sehenswürdigkeiten Thessalonikis erfuhr und von dem Denkmal, das sich dort befand, bat er den Gouverneur um Erlaubnis, die Skulpturen entfernen zu dürfen, doch der Pascha sagte ihm, er müsse dazu die Genehmigung der osmanischen Reichshauptstadt Konstantinopel einholen, was bald darauf geschah, als die französische Botschaft intervenierte und der Großwesir die Genehmigung erteilte.

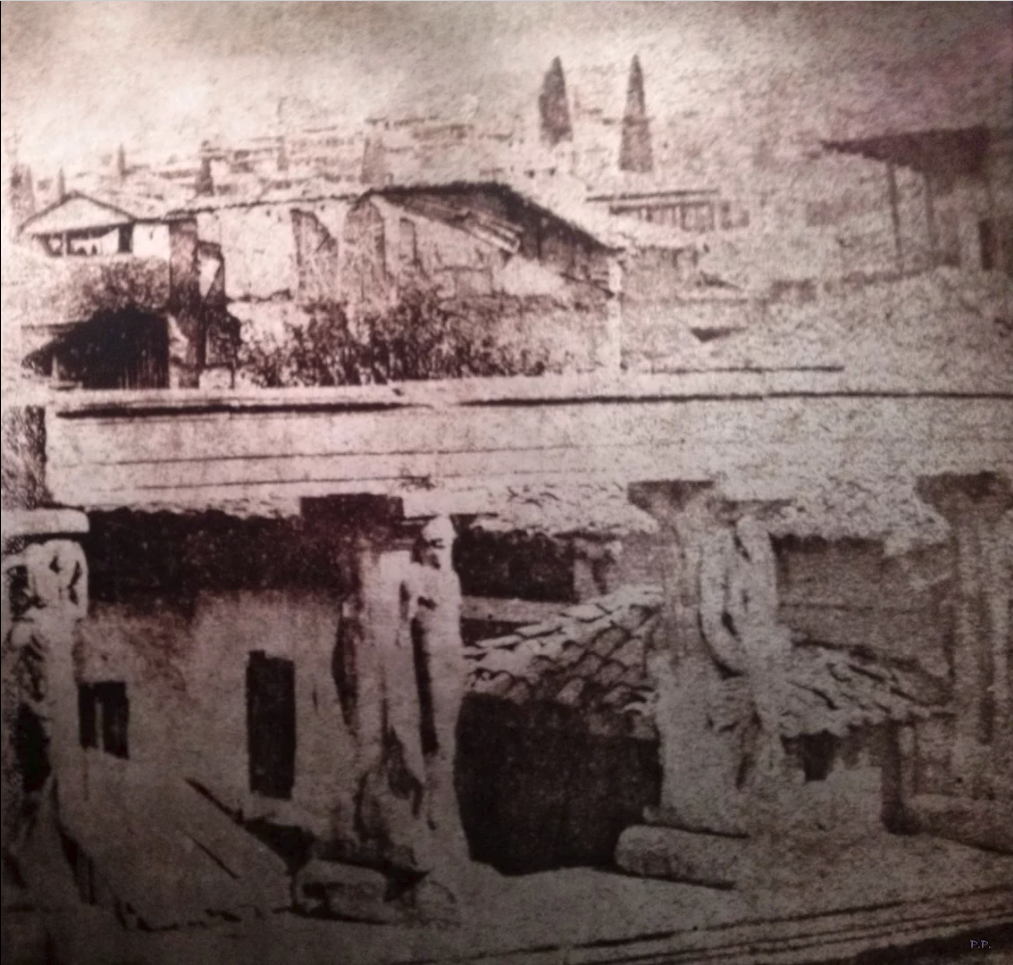
Das einzige bekannte Photo von Las Incantadas in Thessaloniki, 1864.

Er kam am 30. Oktober 1864 auf einem französischen Kriegsschiff nach Thessaloniki und ging auf Anraten des französischen Konsuls nicht im Hafen der Stadt an Land, sondern an einer anderen Stelle, damit die Überführung der Antiquitäten von der Öffentlichkeit so unbemerkt wie möglich blieb. Miller erfuhr dann vom französischen Botschafter, dass eine Nachricht aus Frankreich eingetroffen sei, in der er aufgefordert wurde, nicht nur die Marmorreliefs, sondern das gesamte Denkmal, Reliefs, Säulen, Metopen usw. zu enteignen. Dies erwies sich als unmöglich, da das Gewicht enorm gewesen wäre, da er weder über die erforderliche Ausrüstung verfügte, noch das Schiff ein solches Gewicht tragen konnte. Die Nachricht von der Entfernung des Denkmals verbreitete sich und verursachte einen Aufruhr unter der Bevölkerung von Thessaloniki. Miller schrieb, er verstehe nicht, warum sie so reagierten, da die Janitscharen einem Hobby frönten, zum Spaß auf die Skulpturen zu schießen, und der jüdische Besitzer des Hauses neben dem Denkmal gelegentlich Stücke abbrach und sie an Touristen verkaufte.
Kurz bevor mit der Entfernung begonnen wurde, machte Guillemet ein Foto des Denkmals auf einem benachbarten Gebäude. Dies ist das einzige bekannte Foto, das vom ursprünglichen Standort von Las Incantadas in Thessaloniki erhalten ist. Zur gleichen Zeit wurde bekannt, dass Las Incantadas entfernt werden würde, gab es Empörung unter den Einwohnern der Stadt (Türken, Juden und Griechen), und es kam zu kleineren Zwischenfällen. Am 1. November begann Miller mit den Bauarbeiten, sperrte das Gebiet ab und wurde von der türkischen Polizei unterstützt, die die Menge in Schach hielt und in den folgenden Tagen Wasser auf die Menge warf, um die Versammlung zu unterbinden.
Also wurde zuerst die Verbindung demontiert, die über den Säulen mit den Reliefs lag, und dann die Säulen selbst. Eine von ihnen, die der Göttin Nike, fiel zu Boden, als sie der Winde entglitt, und bei dem Fall sprang ein kleiner Teil davon ab, der sich nicht auf der Seite mit der Skulptur befand. Am 12. November war die Demontage der Säulen abgeschlossen, und ihr Abtransport begann, zusammen mit dem Architrav und den Stylobaten (den Säulenbasen), mit Ochsenkarren, die vom türkischen Pascha zur Verfügung gestellt wurden. Der Transport durch die engen Straßen der Stadt mit ihren Schlaglöchern und scharfen Kurven erwies sich als besonders schwierig. Nachdem der Transport und die Verladung der Skulpturen auf das französische Kriegsschiff abgeschlossen waren, verlängerte Miller seinen Aufenthalt in der Stadt um einige Wochen bis Ende Dezember. In Bezug auf die schwereren Teile des Denkmals erklärte er in seinen Schriften, dass er sie auf der Straße zurücklassen würde, wenn er sie nicht bewegen könne. Vielleicht könne die Kirche Hagios Nikolaos diesen Marmor gebrauchen.
Miller, der eigentlich der ganze Denkmal nach Frankreich bringen und dort errichten wollte, war dazu aufgrund unzureichender Werkzeuge und Schiffskapazitäten nicht in der Lage. Er bedauerte, die ganze Kolonnade zerstört zu haben, als ihm klar wurde, dass er sie nicht fortbewegen konnte, sondern nur vier Säulen, Teile des Architravs und die Kapitelle der fünf Säulen. Er schrieb, dass die Zerstörung des Ganzen nur für die Skulpturen nichts anderes sei als Vandalismus oder das Werk von Barbaren. Miller, der kein Archäologe war, fertigte keinerlei topographische Studien oder andere Vermerke über den Standort des Denkmals. Die Lieferung an den Louvre enthielt keine begleitenden Inventarlisten, und die Stücke waren vermischt mit denen, die von Thasos stammten.

## Die Skulpturen

### Datierung
Die Datierung des Denkmals erfolgte auf Grundlage der Untersuchung der Skulpturen im Louvre und unter Auswertung der Berichte der Reisenden. Es wurden verschiedene Zeiträume vorgeschlagen, von der Mitte des zweiten Jahrhunderts bis zum Ende des dritten, wobei der Konsens im zweiten Jahrhundert liegt. Zunächst wurde vermutet, dass das Denkmal aus der Diokletianzeit (Ende des dritten bis Anfang des vierten Jahrhunderts) stammt, da es einige architektonische Ähnlichkeiten mit dem Diokletianpalast im antiken Salona  aufweist. Als Gegenargument wurde angeführt, dass es Unterschiede in den Abmessungen der Kapitelle gibt und gleichzeitig die Darstellungen der Skulpturen, insbesondere der Aura und des Dionysos, darauf hinweisen, dass die Reliefs nicht aus späteren Perioden stammen können, als die Kunst bereits begonnen hatte, sich zu verändern, was jedoch nicht absolut ist. Das Hauptargument für die Datierung ins 2. Jahrhundert konzentriert sich auf die Tatsache, dass die Kapitelle im korinthischen Stil viele Ähnlichkeiten mit denen aufweisen, die in zwei kleinen Tempeln aus dem 2. Jahrhundert auf dem Markt von Philippi gefunden wurden, sowie mit architektonischen Skulpturen von Gefangenen aus derselben Zeit an einer Fassade in Korinth und dem Odeon des Agrippa in Athen. Basierend auf diesen Details sind der Stil des Denkmals und der Skulpturen von der hellenistischen Kunst beeinflusst, während das Werk selbst ein typisches Beispiel der lokalen griechischen Architektur von Thessaloniki zu sein scheint.

### Die mythologischen Figuren
Die im Portikus abgebildeten griechischen Gottheiten und Sterblichen sind im Hochrelief dargestellt. Es handelt sich um acht an der Zahl, die paarweise auf jeder der vier Säulen angeordnet sind. Bei den Figuren handelt es sich um Dionysos, den Gott des Weines; Ariadne, seine Gemahlin und Prinzessin von Kreta; Aura, eine mit der bacchantischen Mythologie verbundene Göttin des Windes; eine Mänade, eine Anhängerin des Dionysos; Leda, Königin von Sparta; Ganymed, Mundschenk der Götter; Nike, die Siegesgöttin; und schließlich einen der Dioskuren, die Zwillingssöhne Ledas. Sie werden wie folgt gepaart: Leda mit Ganymed (zwei Sterbliche, die von Zeus in Tiergestalt verführt wurden), Nike mit der Mänade (enge Gefährtinnen einer bestimmten Gottheit, abwechselnd Athene und Dionysos), Ariadne mit Dioskur (Halbgötter, die schließlich zu Göttern aufstiegen) und Dionysos mit Aura (in einigen Versionen ist Aura die Mutter von Iacchus durch Dionysos).
Alle vier Säulen sind 206 cm hoch und 75 cm breit und tief und wiegen etwas über zwei Tonnen, mit Ausnahme der vierten Säule (Ganymed-Leda), die 1960 kg wiegt.

#### Säule 1 (Nike-Mänade)
Die erste Säule zeigt auf Seite eins die Siegesgöttin Nike und auf Seite zwei eine Mänade. Die geflügelte Nike ist frontal dargestellt, blickt geradeaus, ihr Haar ist zu einer eleganten Frisur zusammengebunden (genannt „Apollos Knoten“). Sie trägt einen knöchellangen Chiton, der mit einem dünnen langen Band auf Brusthöhe gehalten wird; um ihre Taille bilden sich nach oben gerichtete Falten, fast so, als würde Luft den weichen Stoff aufblähen. Der Stoff schmiegt sich dann an ihre hoch stehenden Beine, sodass es fast so aussieht, als wäre er nass, während links und rechts der Rest des Chitons in Flachrelief geformt ist, wodurch viele Falten entstehen. Der Bildhauer verwendete diese Tricks, um sowohl den Flug (die Falten an ihrer Taille) als auch die letztendliche Landung der Göttin (die Falten um ihre Beine) anzudeuten. Ihre Füße ruhten ehedem auf einem unbekannten, möglicherweise runden Gegenstand, der vor langer Zeit abgekratzt wurde; Stuart und Revett stellten ihn in ihrer Gravur als geflügelten Löwenkopf wieder her. In Knielänge sind die Reste einer einstigen Girlande voller Blumen oder Blätter erhalten, die die Göttin zweifellos mit ihren verlorenen Händen und Armen hielt; nur ihre Schultern sind noch intakt. Die Figur der Nike wurde gelegentlich als Kybele, eine anatolische Muttergöttin, oder auch als Hermes identifiziert.

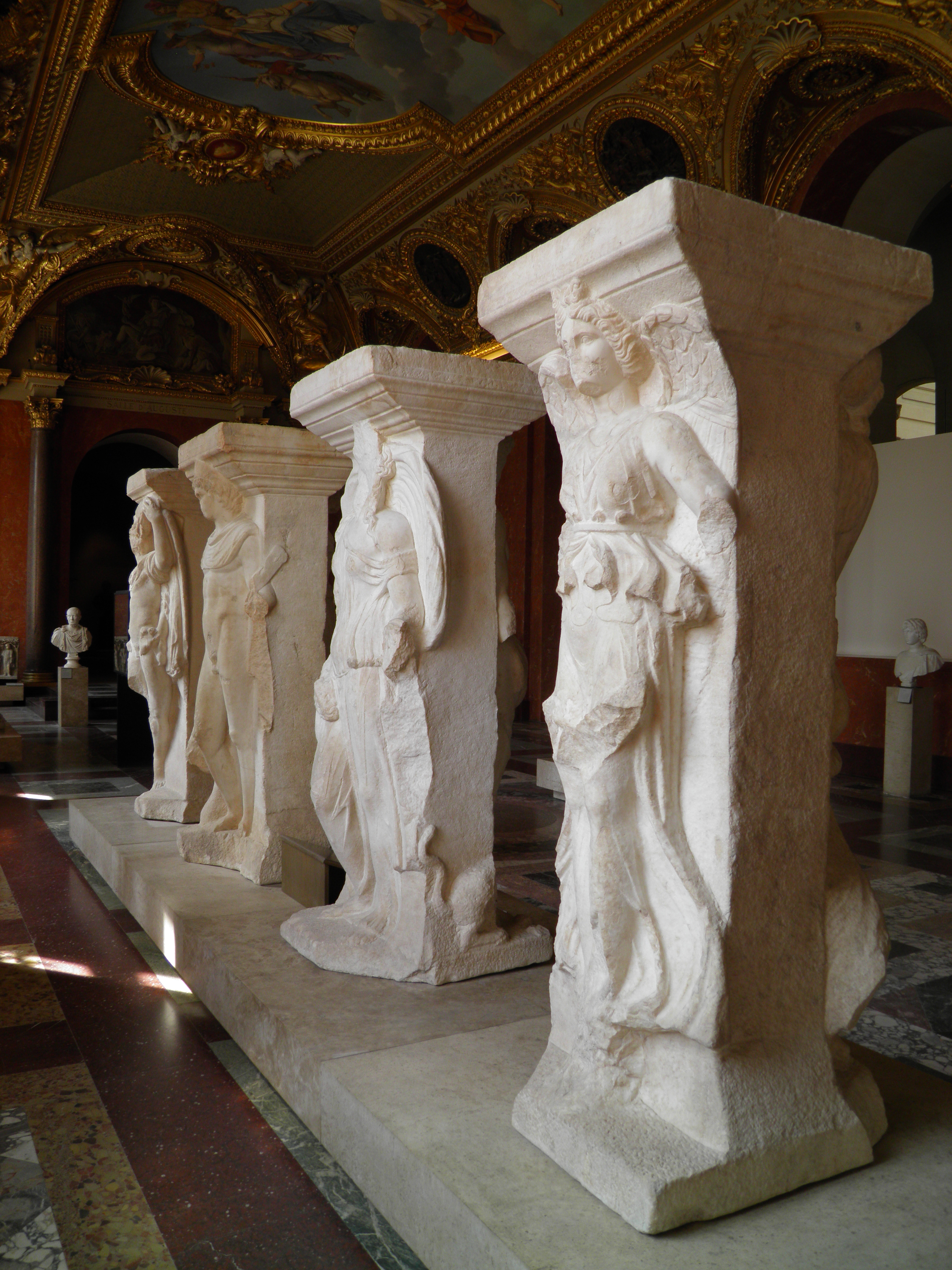
Las Incantadas im Louvre.

Auf der anderen Seite ist die Figur der Mänade zu sehen. Die Mänaden waren weibliche Anhängerinnen des Dionysos. Von den acht Reliefs ist nur die ekstatische Frau im vollen Profil dargestellt. Ihr Haar ist reich gelockt und fällt in Locken auf ihren Rücken und ihre Schultern; ihr Kopf ist leicht erhoben und nach hinten geneigt, um zu zeigen, wie sie von bacchantischem Wahnsinn besessen ist. Sie spielt eine Doppelflöte, die schon zu Zeiten Stuarts und Revetts abgebrochen war, die die Mänade in ihrer Gravur stattdessen eine einrohrige Trompete spielen lassen. Die Mänade ist halbnackt und nur leicht in ein dünnes Himation (eine Art Umhang) gehüllt, das den größten Teil ihres Oberkörpers und ihrer Oberschenkel freilässt, und sie ist auch barfuß. Die subtilen Wellen ihrer Drapierung und die Position ihrer Füße und Zehen erwecken den Eindruck, als würde sich die Frau nach rechts bewegen. Die Doppelflöte, der größte Teil ihres rechten Arms und Teile des Gewandes sind nicht erhalten. Prokesch von Osten identifizierte diese Figur ursprünglich als Pheme, die griechische Göttin des Ruhmes (römisch Fama).

#### Säule 2 (Aura-Dionysos)
Wie Nike wird Aura, eine kleinere Göttin des Windes, frontal auf Seite 1 der zweiten Säule dargestellt. Ihre Bewegungen werden als „langsames Gehen“ beschrieben, da sie sich leicht beugt und ihr rechtes Bein vom Boden hebt, während sie ihr gesamtes Gewicht auf ihr linkes Bein verlagert (Kontrapost). Ihr Kopf ist leicht nach rechts gedreht, ihr Haar ist elegant mit einem Band zu einem Knoten zusammengebunden, während einige Locken frei auf ihre Schultern fallen. Sie trägt einen dünnen, fast durchsichtigen Chiton, der ihren Körper wie nass umhüllt und tiefe und kunstvolle Falten auf ihrem ganzen Körper ausbildet. Der Chiton ist an ihren Schultern festgesteckt, aber links ist er heruntergerutscht und gibt mehr Haut frei. Außerdem hält sie einen wallenden Umhang (Velificatio), ein Stilmittel in der antiken römischen Kunst, das heftige Bewegungen sowie Himmels- und Meeresgötter symbolisiert. Auras Gesicht ist vollständig verschwunden (Stuart und Revett haben es in der Gravur von 1754 ergänzt, wie sie es mit vielen fehlenden Elementen von Las Incantadas taten), ebenso wie der größte Teil ihres rechten Unterarms, obwohl die Hand erhalten ist, die sanft gegen ihre Hüfte gedrückt ist. Ihr linker Unterarm, der ebenfalls fehlt, hielt wahrscheinlich das Ende des wallenden Umhangs. Die Figur der Aura wurde von Osten als Bacchantin identifiziert, während Stuart und Revett in ihr Helena von Troja sahen, nachdem sie die männliche Figur neben ihr (den Dioskur) fälschlicherweise als Paris identifiziert hatten. Auch als Nereide wurde sie interpretiert.
Seite 2 zeigt Dionysos, den Gott des Weines, des Wahnsinns und der festlichen Ekstase. Dionysos wird als schöner Jüngling frontal dargestellt, mit nach rechts geneigtem Kopf, sein üppiges Haar ist mit Trauben und Weinblättern gekrönt und reicht in Wellen bis zu seinen Schultern und seiner Brust. Dionysos stützt sein Gewicht auf sein rechtes Bein, während sein linkes Bein gebeugt und entspannt ist. Sein linker Arm ruht auf einer Weinrebe und hält Trauben. Rechts von dem Gott stand einst ein Panther (und kein Tiger, wie ihn Stuart und Revett zeichneten), obwohl jetzt der größte Teil davon fehlt. Der Panther blickte wahrscheinlich zu seinem jungen Herrn auf. Dionysos‘ rechter Unterarm ist etwas unterhalb des Ellenbogens abgebrochen; er hielt wahrscheinlich einen Kantharos in seiner fehlenden rechten Hand. Splitter von Dionysos‘ Gesicht und Kiefer fehlen ebenfalls. Der Gott ist halbnackt dargestellt; sein leichtes Gewand ist bis zu seinen Hüften heruntergerutscht, seine Genitalien sind unverhüllt. Laut Guerrini hat der Dionysus von Las Incantadas viele Elemente mit der Ikonographie von Apollon gemein, insbesondere mit der Apollo-Statue, die auf einem der Tondo-Reliefs des Konstantinbogens in Rom dem Kaiser Hadrian opfernd dargestellt ist. Beide Gestaltungsarten sind wiederum von älteren, hellenistischen Werken abgeleitet, insbesondere vom Timarchos-Apollo und einem der Komplexe des betrunkenen Dionysus mit Satyrn.

#### Säule 3 (Dioscurus-Ariadne)
Die männliche Figur wird frontal und in einer Art Zeitlupe dargestellt, sein Körpergewicht ruht auf seinem linken Fuß, während er dabei ist, seinen rechten Fuß vom Boden zu heben. Er ist fast vollständig nackt, bis auf eine kurze Chlamys, die um seinen Hals drapiert ist und auf seinen linken Arm fällt. Auf seinem Kopf trägt er den charakteristischen Pilos, den halb eiförmigen Hut, der ihn als einen der Dioskuren ausweist, die Zwillingssöhne von Leda und Brüder von Helena. Sein Gesicht ist zwar erhalten, aber etwas beschädigt, und beide Arme fehlen etwa ab Ellbogenhöhe (der linke Ellbogen ist erhalten). In seiner verlorenen linken Hand hielt er wahrscheinlich ein Kurzschwert, während Spuren einer Schienbeinscheide und eines Gürtels noch sichtbar sind. In seiner rechten Hand hielt er wahrscheinlich das Zaumzeug des stierhörnigen Pferds, das rechts von ihm steht. Aufgrund der Anwesenheit des Pferdes identifizierten Stuart und Revett den Mann als den Helden Telephos, während Clarke und Gottling sich für Paris entschieden, da sie seinen Pilos mit einer Phrygischen Mütze verwechselten, ein wiederkehrendes Merkmal von Paris‘ Darstellung in der antiken griechischen und römischen Kunst. Pococke und Froehner erkannten ihn als Hermes. Hermes, ein Hirtengott, war auch der Gott, der die Seelen in die Unterwelt führte; daher vermutete Froehner, dass Las Incantadas Teil eines Mausoleumkomplexes oder eines anderen Grabgebäudes war.
Auf der anderen Seite der Säule steht Ariadne, Prinzessin von Kreta. Ariadne ist ebenfalls frontal, wenn auch etwas nach rechts geneigt, dargestellt und scheint sich wie Dioscurus und Aura in Zeitlupe zu bewegen; ihr rechter Fuß ist dabei, den Boden zu verlassen, wobei ihr linkes Bein ihr ganzes Gewicht trägt. Ihr Kopf ist nach rechts gedreht und mit Weinblättern und Trauben geschmückt, genau wie der von Dionysos. Ihr langes und wallendes Haar reicht ihr bis zu den Schultern und Achselhöhlen; ihr nach rechts geneigtes Gesicht im Halbprofil ist voller Leidenschaft und Anbetung für ihren Ehemann. Ihr langes Kleid ist mit einem pflanzenverzierten Gürtel unter ihrer Brust zusammengebunden und bildet mehrere Falten in der Nähe ihrer Beine. Genau wie das Aura-Relief, mit dem es viele Merkmale teilt, ist Ariadnes Chiton an ihren Schultern festgesteckt, aber links ist der Chiton heruntergerutscht und gibt fast ihren Busen frei. Ariadne von Las Incantadas ist weder einem klaren skulpturalen Typ zuzuordnen, noch gibt es ein offensichtliches Originaldesign, das hier kopiert wird. Prokesch von Osten hielt Ariadne für eine Bacchantin.

#### Säule 4 (Ganymed-Leda)
Die vierte Säule gilt allgemein als die am besten erhaltene. Seite 1 zeigt ohne Zweifel die Vergewaltigung des trojanischen Prinzen Ganymed durch Zeus in der Gestalt eines Adlers. Abgesehen von seinem Kopf, der hinter der Schulter des Jungen hervorlugt, ist der Adler als Flachrelief hinter Ganymed eingearbeitet, seine Flügel sind ausgebreitet, seine Krallen packen den Jungen fest an den Hüften und heben ihn vom Boden ab; die Flugbewegung wird durch Ganymeds Zehen erreicht, die die Basis der Säule kaum berühren. Ganymed ist fast völlig nackt und trägt nur eine Phrygische Mütze und eine Chlamys, die um seinen Hals geschlungen ist und auf seinen linken Arm herabfällt. Er streichelt den Adler mit seiner Hand und sieht ihn liebevoll an, und der Adler wiederum wirft seiner Beute einen grimmigen Blick zu; es ist eine höchst erotische Szene. Der Statuentyp, auf dem der Ganymed-Adler-Komplex von Las Incantadas basiert, wurde im vierten Jahrhundert v. Chr. im antiken Griechenland geschaffen und wurde bis weit in die römische Zeit hinein für Darstellungen der Entführung Ganymeds durch Zeus verwendet; viele römische Statuen dieses Typs sind bis heute erhalten.
Die achte und letzte Skulptur zeigt Leda, die Königin von Sparta, wie sie von dem Schwan umarmt wird, der in Wirklichkeit Zeus in Verkleidung ist. Genau wie Dionysos ist Leda zu mehr als der Hälfte nackt und kaum bekleidet (oder eher drapiert) mit einem dünnen Himation, das ihre Brüste, ihren Bauch und ihre Füße nicht bedeckt, und ihre Arme überwiegend auch nicht. Der größte Teil ihres rechten Arms ist abgebrochen, aber die Schulter und die Hand (die den Schwan fest umklammert) sind intakt. Der linke Arm und Teile des Gewandes sind verschwunden, nur die vage Form ist noch erkennbar. Ihr Gesicht fehlt vollständig. In ihrer Gravur haben Stuart und Revett das fehlende Gesicht leicht nach rechts gedreht gezeichnet, aber die Überreste des Kopfes der Skulptur sind eindeutig nach vorne gerichtet und wenn überhaupt, ein wenig nach links gedreht. Ledas Haare sind auch wie bei Nike zu einem „Apollosknoten“ zusammengebunden. Zeus, in Gestalt eines Schwans, bedeckt den größten Teil ihres Oberkörpers und legt seinen Kopf auf ihre Brust, während er Ledas nackte Brüste streichelt. Ledas erhobener Arm und die Hand, die den Schwan hält, sind etwas steif, was auf eine Abwehrhaltung hindeutet; die leichtgläubige Leda versucht, den Schwan vor einer äußeren Bedrohung zu schützen, vielleicht einem Adler, ohne zu wissen, was als Nächstes passieren wird; der Schwan startet bereits den Versuch, mit seinem Bein ihr das Leichte Gewand auszuziehen.

#### Säule 5
Bei der Verlegung einer Erdgasleitung in der Rogoti-Straße, weit südlich des antiken Marktes, wurde 1997 ein Teil des Kopfes einer Skulptur entdeckt. Es wird angenommen, dass es sich dabei um einen Teil eines fünften Reliefs handelt. Es könnte bereits bei einem Erdbeben im siebten Jahrhundert eingestürzt sein. Diese Annahme basiert auf der Ähnlichkeit der Skulptur sowie der Tatsache, dass in den Darstellungen des Monuments jede Säule von einem Pfeiler und einer Skulptur begleitet wird, mit Ausnahme der fünften Säule. Dieses Fragment wird heute im Archäologischen Museum von Thessaloniki ausgestellt. Bei dem Fragment handelt es sich um einen beschädigten Kopf mit einem Flügel daneben, und es wurde als Nike identifiziert, dank seiner Identität mit der Nike der erhaltenen Säule im Louvre.

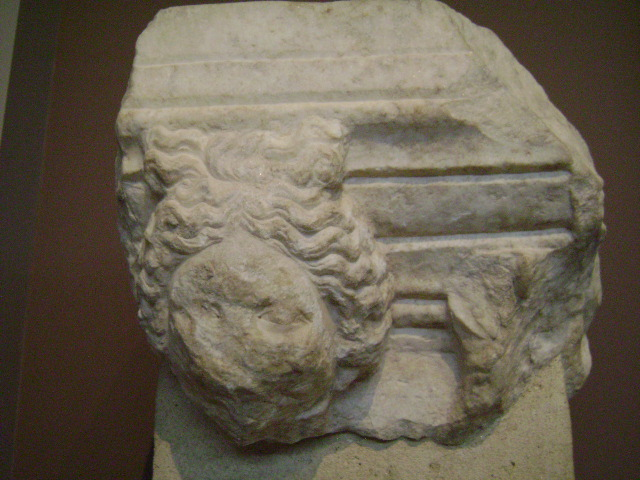
Das Fragment der Säule 5, identisch mit der Nike.

Papazoglou bot eine Alternative zu dieser Theorie über die fünften Skulptur an; dass das 1997 gefundene Fragment kein Stück einer verlorenen fünften Säule ist, sondern vielmehr der ursprüngliche Kopf der Nike in der Säule, die sich heute im Louvre befindet. Papazoglou stützt seine Argumentation auf Millers eigenen Bericht über die Aktion der Entfernung; Miller schreibt, dass beim Entfernen der ersten Säule (Nike-Mänade) diese herunterfiel und ein kleines Stück abbrach, besteht in seinem Bericht jedoch darauf, dass das Relief der Nike selbst überhaupt nicht beschädigt wurde. Später, aus Angst, dass jemand aus der wütenden Menge das Fragment stehlen könnte, befahl er sofort, es an Bord des Schiffes zu bringen. Ein türkischer Soldat griff eine Person an, ohne zu wissen, dass sie aus Millers Gefolge war, woraufhin sie die Kiste mit dem Fragment fallen ließ. Miller besteht nochmals darauf, dass das Marmorstück nicht beschädigt wurde.
Papazoglou argumentiert, dass es sich bei dem Fragment in Wirklichkeit um den Kopf der Nike gehandelt habe, der Thessaloniki nie verlassen habe, und dass die Säule später in Frankreich restauriert worden sei, damit Miller verheimlichen konnte, dass er beim Transport ein Stück der Las Incantadas verloren hatte. Darüber hinaus zweifelt Papazoglou an, dass das Monument zwei Reliefs derselben Gottheit und derselben Gestaltung umfasst habe. Allerdings ist er davon überzeugt, dass der ursprüngliche Portikus aus mehr als vier Säulen bestand. Asterios Lioutas hingegen argumentiert, dass es durchaus plausibel sei, dass der Portikus zwei Nikes gehabt habe, da er auch zwei Darstellungen (eines verwandelten) Zeus aufweist, eine als Adler und eine als Schwan, auf gegenüberliegenden Seiten derselben Säule. Entsprechend der Platzierung der Zeus-Skulpturen müssten die beiden Nike-Skulpturen auf gegenüberliegenden Seiten des Portikus gewesen sein. Da sich die erhaltene Nike auf Seite 1 mit Ganymed, Aura und dem Dioskur befindet, müsste sich das Fragment der Säule 5 auf Seite 2 mit der Mänade, Dionysos, Ariadne und Leda befunden haben. Was die Figur auf der anderen Seite der Säule betrifft, die zehnte, völlig verlorene Skulptur, spekuliert Lioutas, dass es sich um eine weitere Mänade oder vielleicht einen Satyr gehandelt haben könnte.
|         |                    | Säule 1 | Säule 2  | Säule 3   | Säule 4 |
| ------- | ------------------ | ------- | -------- | --------- | ------- |
| Seite 1 | Figur              | Nike    | Aura     | Dioskuren | Ganymed |
| Seite 1 | Kupferstich (1754) |         |          |           |         |
| Seite 1 | Skulptur im Louvre |         |          |           |         |
|         |                    |         |          |           |         |
| Seite 2 | Figur              | Mänade  | Dionysos | Ariadne   | Leda    |
| Seite 2 | Kupferstich (1754) |         |          |           |         |
| Seite 2 | Skulptur im Louvre |         |          |           |         |

## Heute
1997, als Säule 5 mit dem Fragment der Nike in der Rogoti-Straße entdeckt wurde, beantragte die Stadt Thessaloniki beim Louvre und der französischen Regierung anlässlich der Ernennung Thessalonikis zur Kulturhauptstadt Europas die Rückgabe der vier Skulpturen an die Stadt. Die Anfrage war jedoch erfolglos und Las Incantadas wurde nicht zurückgegeben. Somit ist das Fragment der Säule 5 das einzige Originalteil von Las Incantadas, das sich bis heute in der Stadt befindet. Das archäologische Museum der Stadt stellt das besagte Fragment neben großen Kopien von Stuarts und Revetts Gravuren der anderen vier fehlenden Säulen aus.
2015 konnten dank der Finanzierung durch die Organisation der Internationalen Messe Thessaloniki und der Beteiligung anderer lokaler Organisationen in Griechenland originalgetreue Kopien der Skulpturen im Louvre mithilfe von Formen und Gips hergestellt werden. Die endgültigen Kosten beliefen sich auf 150.000 Euro. Sie wurden auf der 80. Internationalen Messe Thessaloniki ausgestellt und zwei Jahre später, 2017, in das Archäologische Museum von Thessaloniki überführt, wo sie seitdem in der Dauerausstellung im Portikus des Museums zu sehen sind. Zusammen mit den Gipsabdrücken wurden auch die zu ihrer Herstellung verwendeten Formen vom Louvre nach Griechenland geschickt.

Die Abgüsse im Archäologischen Museum Thessaloniki
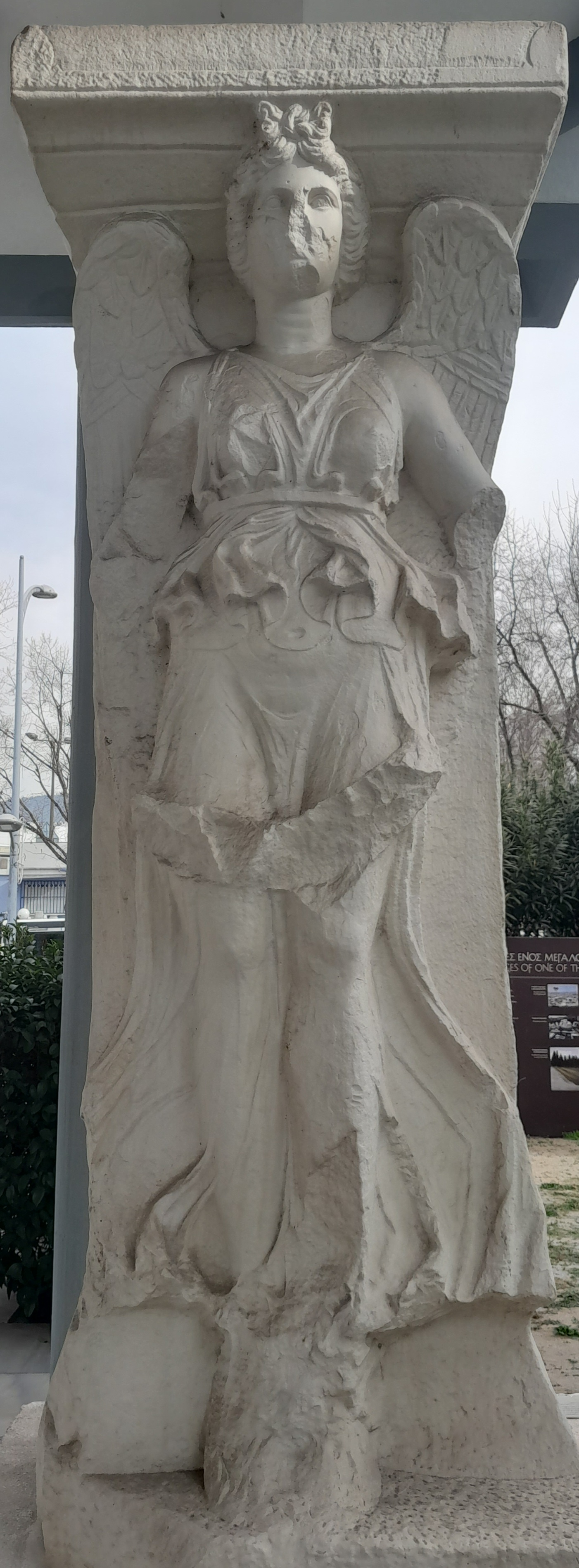
Nike
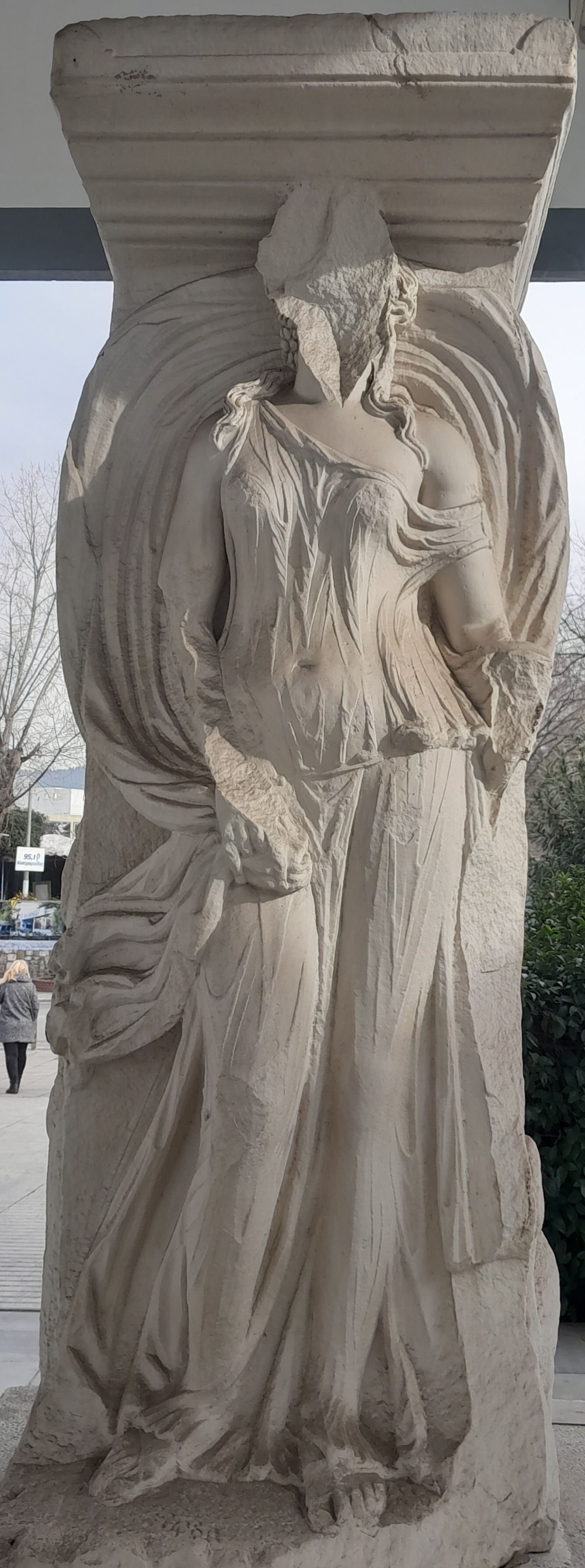
Aura
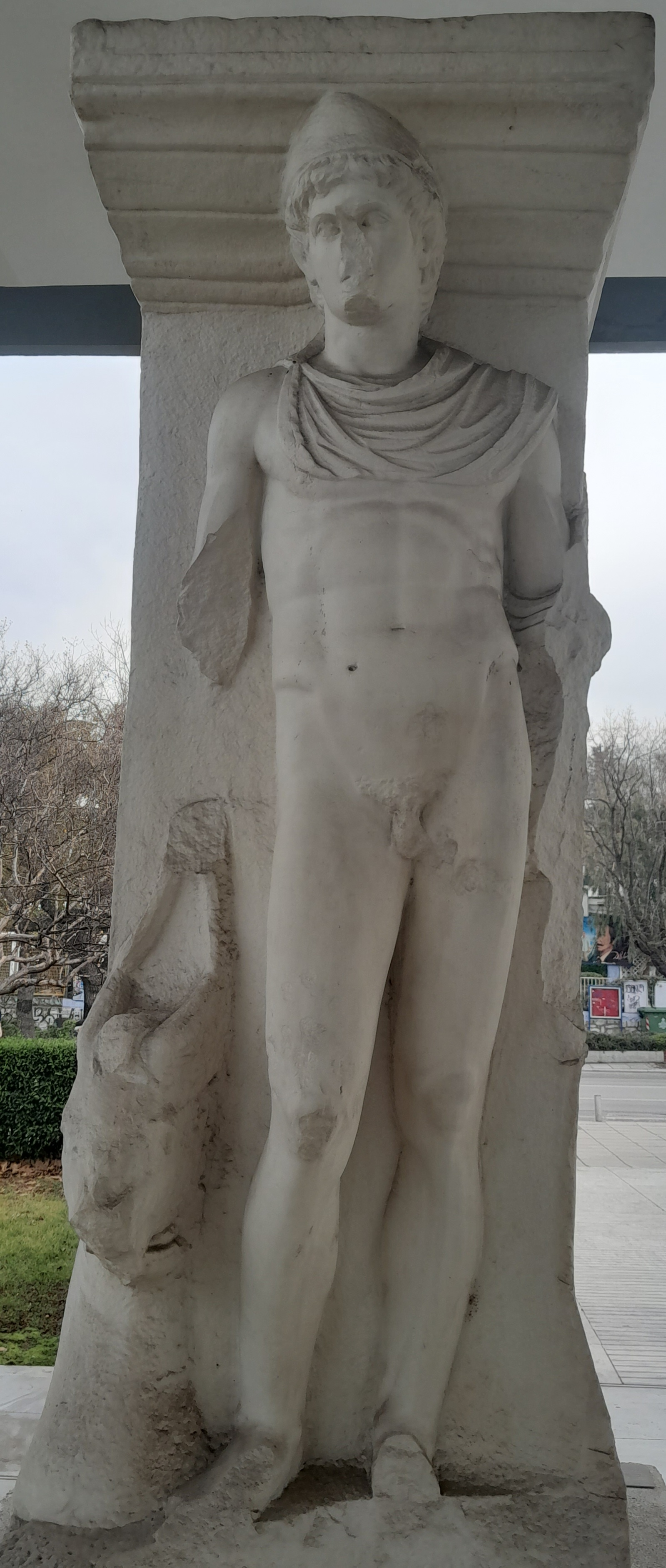
Dioskuros
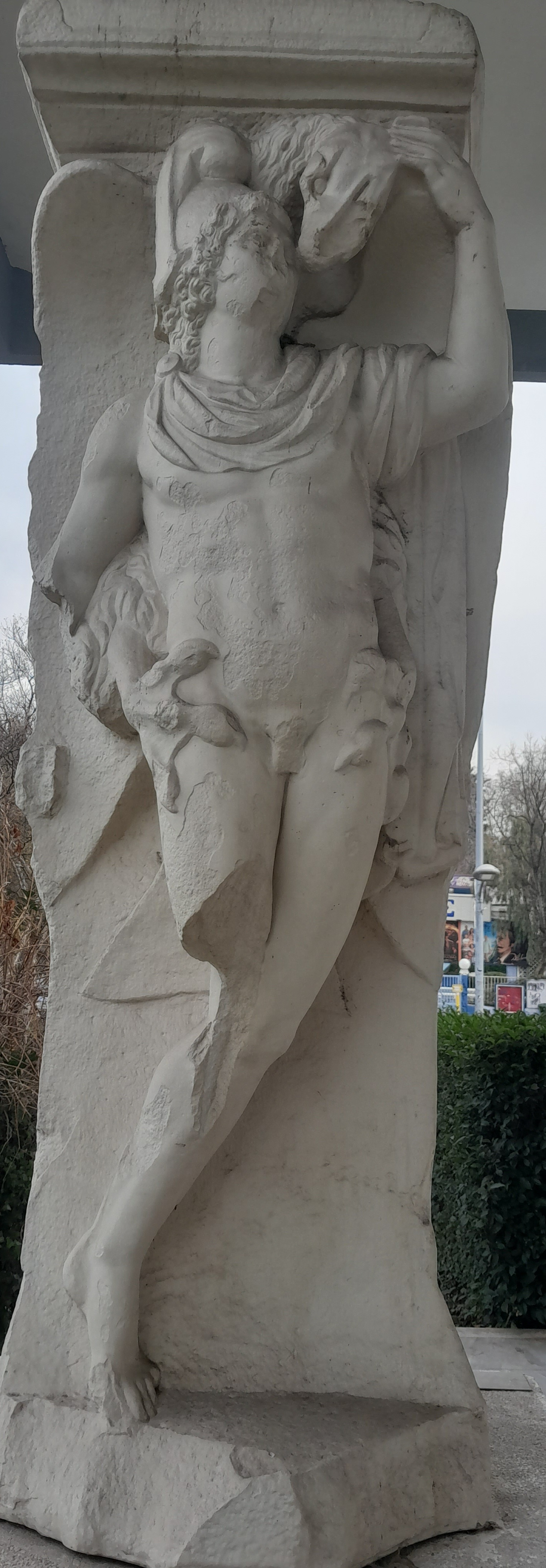
Ganymed
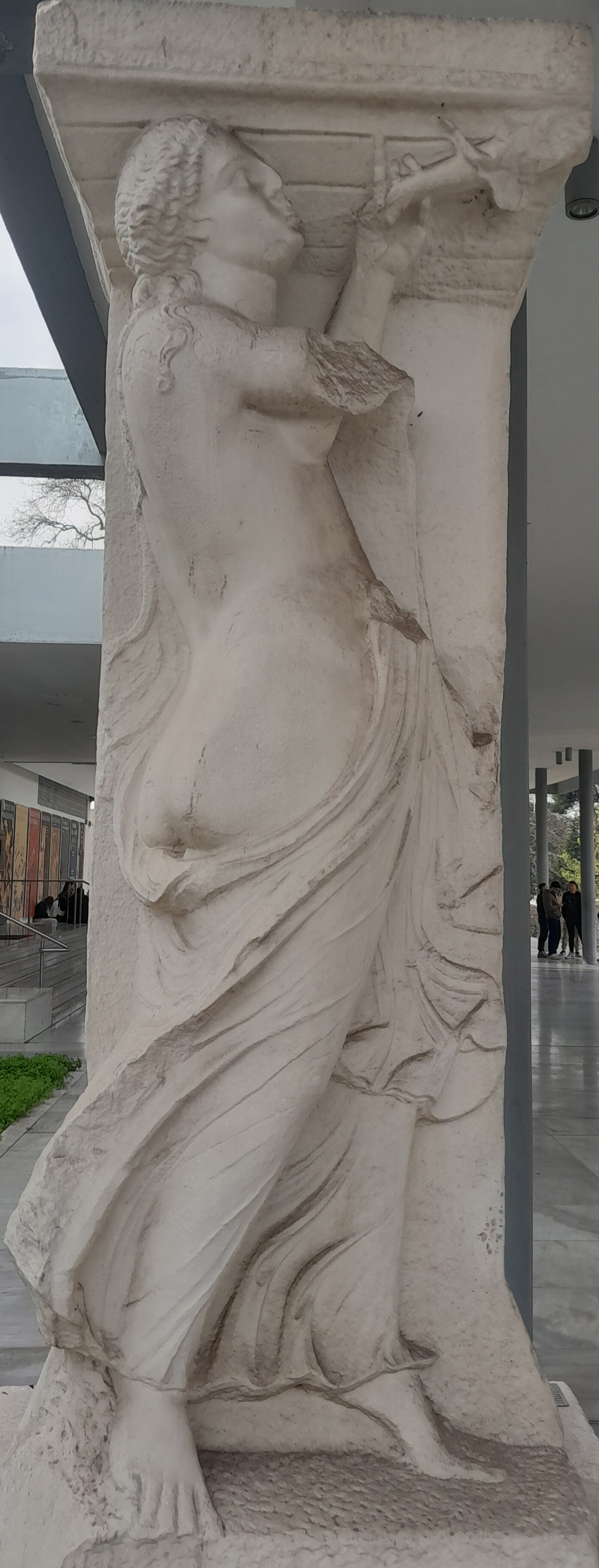
Mänad
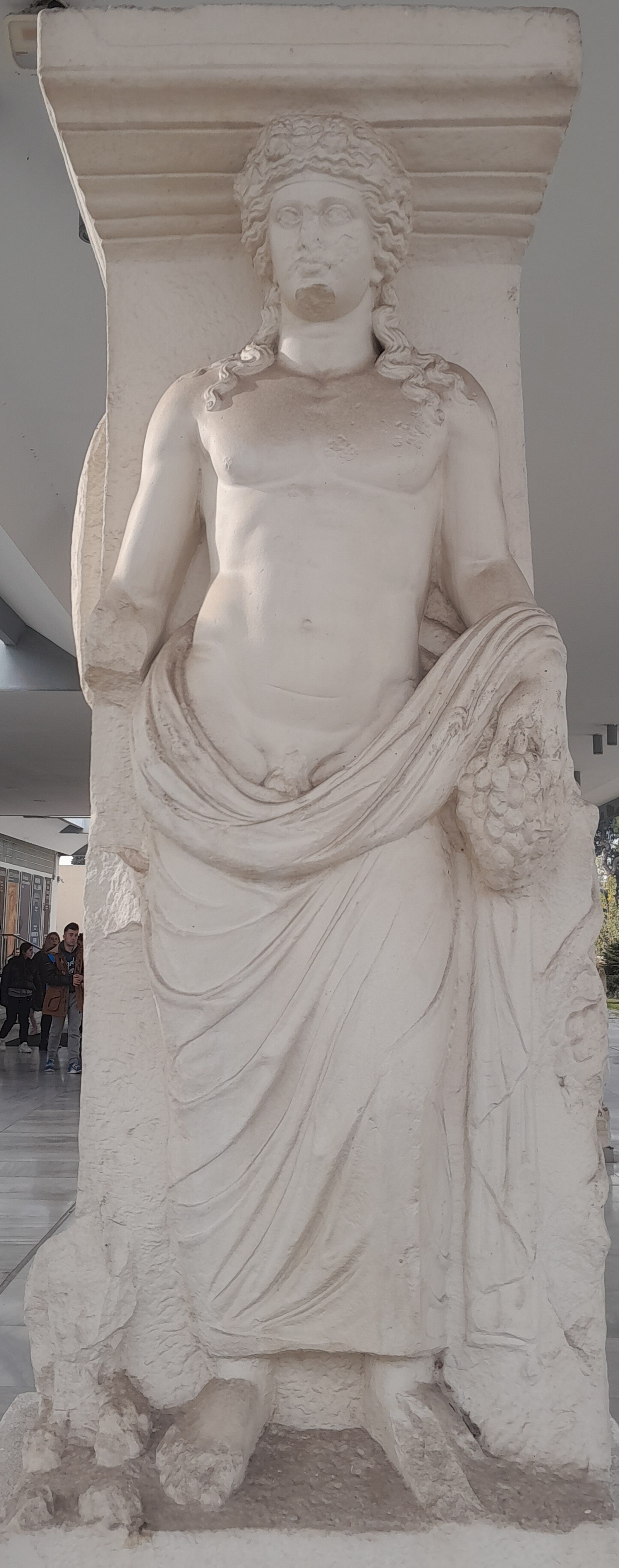
Dionysos
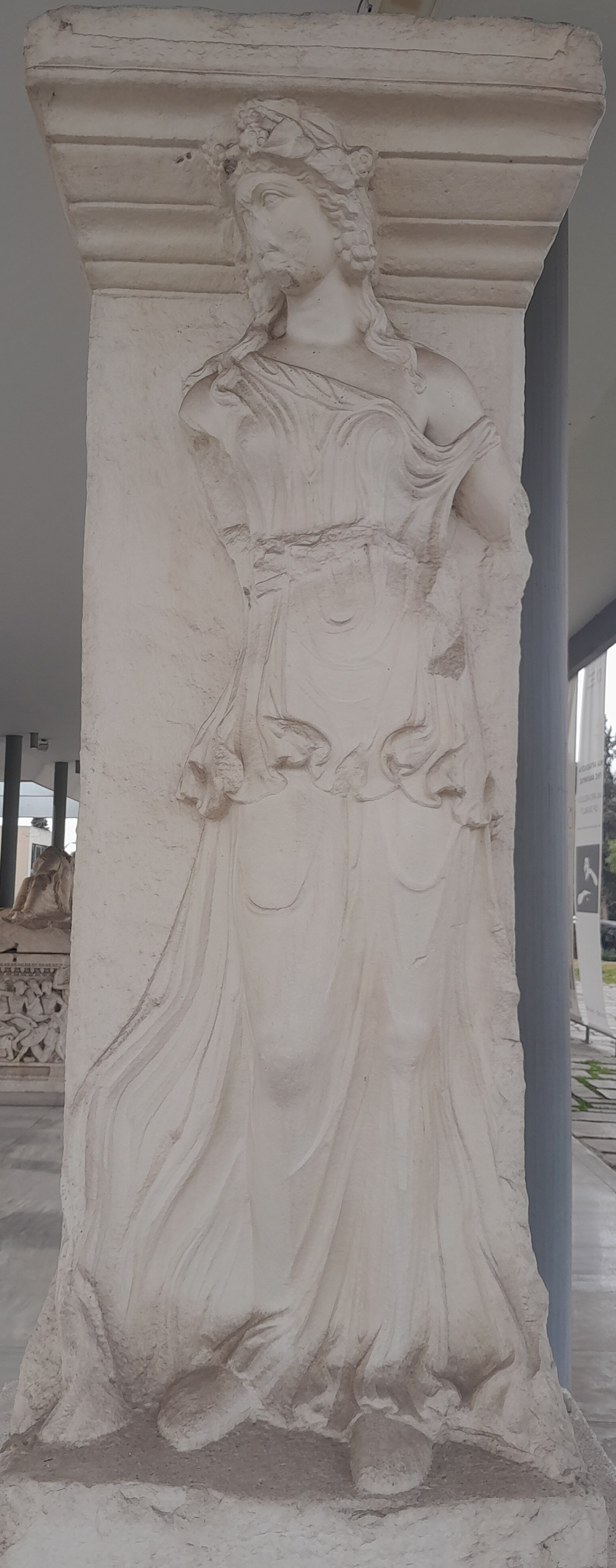
Ariadne
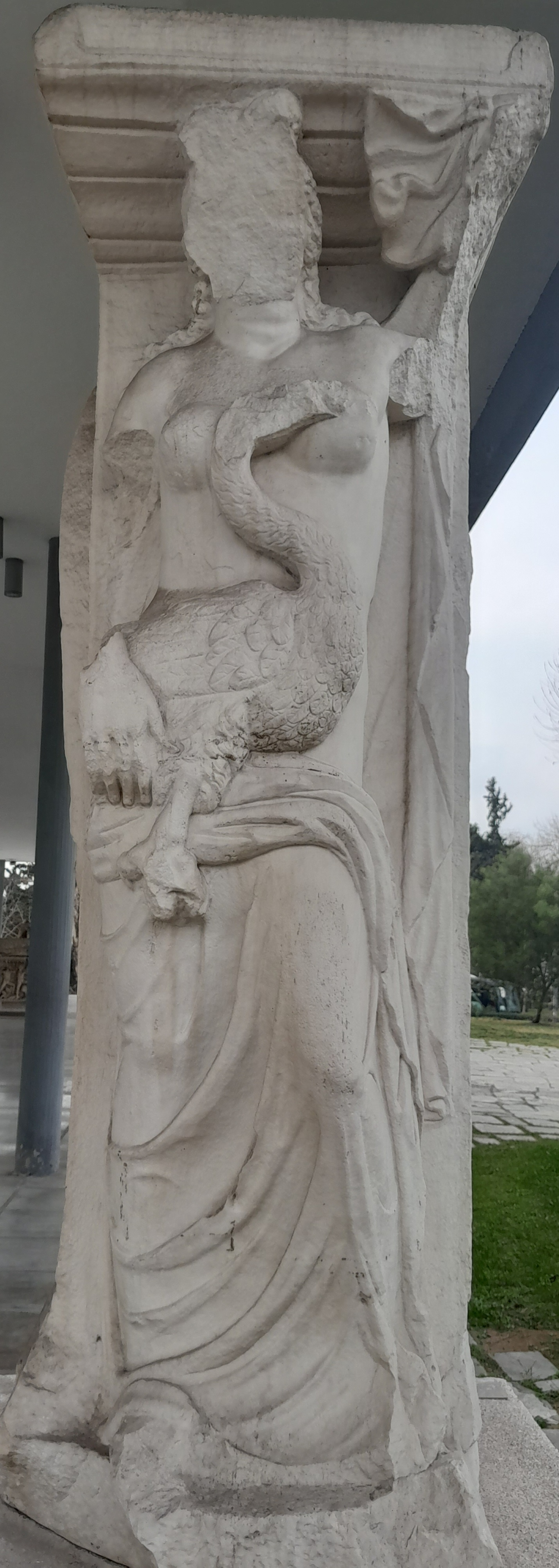
Leda